# Torneo WTA de Bogotá 2013
El XXI Copa BBVA-Colsanitas 2013 fue un evento de tenis WTA International en la rama femenina. Se disputó en Bogotá (Colombia), en el complejo del Club Campestre El Rancho, en canchas de Tierra Bátida al aire libre, haciendo parte de un conjunto de eventos que hacen de antesala a los torneos de gira norteamericana de cemento, entre el 18 de febrero y 24 de febrero de 2013 en los cuadros principales femeninos, pero la etapa de clasificación se disputó desde el 16 de febrero.

## Cabezas de serie

### Individuales femeninos
| Tenista                | Ranking | Preclasificada |
| Jelena Janković        | 25      | 1              |
| Alizé Cornet           | 36      | 2              |
| Lourdes Domínguez Lino | 53      | 3              |
| Francesca Schiavone    | 54      | 4              |
| Flavia Pennetta        | 56      | 5              |
| Arantxa Rus            | 74      | 6              |
| Pauline Parmentier     | 79      | 7              |
| Timea Babos            | 80      | 8              |

### Dobles femeninos
| Tenista                                | Ranking | Preclasificada |
| Eva Birnerová / Alexandra Panova       | 117     | 1              |
| Timea Babos / Mandy Minella            | 139     | 2              |
| Nina Bratchikova / Oksana Kalashnikova | 164     | 3              |
| Julia Cohen / Tatjana Malek            | 218     | 4              |

## Campeonas

### Individuales femeninos
Jelena Jankovic  venció a  Paula Ormaechea por 6-1, 6-2

### Dobles femenino
Timea Babos /  Mandy Minella vencieron a  Eva Birnerová /  Alexandra Panova por 6-4, 6-3.